# 新白娘子伝奇
『新白娘子伝奇』（しんはくじょうしでんき）は、1992年11月5日から1993年1月13日までに台湾電視公司より初放送して長編テレビドラマ。全50話。中国古代から伝わる四大民間説話の一つである『白蛇伝』を元としている。大本のストーリーは戯曲に基づいて書かれた『雷峰塔伝奇』と『白蛇全伝』二本の伝奇小説によって改編されている。戯曲元素としての黄梅調も演じる。夏祖輝（シャー・ヅーファイ）を監督、趙雅芝（アンジー・チウ）、葉童（イップ・トン）、陳美琪（チェン・メイチー）と共に主演させる。日本では未放送。
牧樵によるこのドラマと同じ名のドラマ小説版も発売された。物語は大幅に変更されている。

## キャスト
- 白素貞 - 趙雅芝（アンジー・チウ）
- 許仙 - 葉童（イップ・トン）
- 青児 - 陳美琪（チェン・メイチー）
- 法海 - 乾顧騰（ケン・コトウ）

## 主題歌
オープニングテーマ
「千年等一回」
作詞：陳自為 - 作曲：左宏元 - 歌：高勝美
エンディングテーマ
「渡情」
作詞：貢敏 - 作曲：左宏元 - 歌：左宏元、張恵清